# Meglio prima (?)
 Meglio prima (?) è il quarto album in studio del rapper italiano J-Ax, pubblicato il 30 agosto 2011 dalla Best Sound.

## Descrizione
Anticipato dal singolo Domenica da coma e dai brani Dentro me e Musica da rabbia, il titolo dell'album si riferisce alle critiche emerse dopo lo scioglimento degli Articolo 31, con numerosi fan che non hanno apprezzato la strada da solista intrapresa sia da J-Ax che da DJ Jad, sostenendo che in passato fossero artisti migliori. Il punto interrogativo tra parentesi sta ad indicare invece che secondo J-Ax non è così scontato che la sua musica fosse migliore in passato.
Lo stesso giorno in cui viene pubblicato l'album, il singolo Meglio prima inizia ad essere trasmesso dalle radio. Il brano debutta in prima posizione nel iTunes Store nella sezione hip hop/rap.
L'album ha debuttato alla seconda posizione della classifica italiana degli album, per poi venire certificato disco d'oro dalla FIMI dopo due mesi dalla sua pubblicazione; nel mese di ottobre 2012 Meglio prima (?) è stato certificato disco di platino per aver raggiunto la soglia delle 60 000 copie vendute.
Dall'album sono stati anche girati i videoclip per due brani mai pubblicati come singoli e usciti tra ottobre 2011 e gennaio 2012, ovvero Reci-Divo e Ancora in piedi.
Nel 2015 l'album è stato ristampato in formato vinile assieme agli album precedenti Di sana pianta, Rap n' Roll e Deca Dance, con alcune copie in edizione limitata autografate da J-Ax.

## Tracce
1. Ancora in piedi – 4:04 (testo: Alessandro Aleotti – musica: Fabio B)
2. Meglio prima – 3:48 (testo: Alessandro Aleotti – musica: Two Fingerz)
3. Musica da rabbia – 3:41 (testo: Alessandro Aleotti – musica: Guido Style)
4. Domenica da coma – 2:47 (testo: Alessandro Aleotti – musica: Fausto Cogliati)
5. I Love My Bike – 4:12 (testo: Alessandro Aleotti – musica: Roofio)
6. (La notte) Vale tutto – 3:50 (testo: Alessandro Aleotti – musica: Fabio B, Guido Style)
7. Per una volta – 3:27 (testo: Alessandro Aleotti – musica: Guido Style)
8. Dentro me – 4:05 (testo: Alessandro Aleotti – musica: Fausto Cogliati)
9. Tutta scena – 3:38 (testo: Alessandro Aleotti – musica: Fabio B, Guido Style)
10. Da Milano a Pizzo – 3:52 (testo: Alessandro Aleotti – musica: Fabio B, Guido Style)
11. 'Na-bomba – 3:48 (testo: Alessandro Aleotti – musica: Fabio B)
12. Farlo con te (Strappamutande) – 3:30 (testo: Alessandro Aleotti – musica: Giovanni Pellino)
13. Il mostro sei tu! – 4:14 (testo: Alessandro Aleotti – musica: Don Joe, Shablo)
14. Italianimal – 4:07 (testo: Alessandro Aleotti – musica: Guido Style)
15. Altra vita – 2:54 (testo: Alessandro Aleotti – musica: Guido Style)
16. Reci-Divo – 4:05 (testo: Alessandro Aleotti, Francesco Vigorelli – musica: Fabio B, Guido Style)

### Deluxe Edition
- CD

1. Questi ragazzini – 3:32 (testo: Alessandro Aleotti, Alessio Corsetti, Alessandro Gomiero – musica: Alessandro Merli)
2. Da coma - Radio Edit – 3:02 (testo: Alessandro Aleotti – musica: Fausto Cogliati)

- DVD

1. Rap n' Roll
2. Aqua nella scquola/Vendesi idolo/Fabrizio fa brutto (Medley)
3. Mi rifiuto
4. Immorale
5. Free Drink
6. Come Willy l'orbo
7. Signora
8. Anni amari
9. Ti amo o ti ammazzo
10. Accademia Show
11. Vecchia scuola
12. Come un sasso
13. Aumentaci le dosi/Come io comanda/S.N.O.B. (Medley)
14. I Love Paranoia
15. Più stile
16. Uno di noi
17. Il commercialista
18. I vecchietti fanno O
19. Deca Dance
20. Domani smetto

## Formazione
- J-Ax – rapping, voce

Altri musicisti
- Fausto Cogliati – chitarra
- Guido Carboniello – ukulele, cori, pianoforte, chitarra, batteria, basso
- Marco Castellani – basso
- Marco Zangirolami – tastiera
- Paolo Jannacci – fisarmonica
- Stefano Luchi – batteria
- DJ Zak – giradischi
- Ambra Trabucco, Lola Feghaly, Lalla Francia – cori

## Classifiche

### Classifiche settimanali
| Classifica (2011) | Posizione massima |
| ----------------- | ----------------- |
| Italia            | 2                 |

### Classifiche di fine anno
| Classifica (2011) | Posizione |
| ----------------- | --------- |
| Italia            | 35        |